# جورن فانكامب
جورن فانكامب (28 أكتوبر 1998 بأنتويرب في بلجيكا - ) هو لاعب كرة قدم بلجيكي في مركز الهجوم. لعب مع نادي رويال أندرلخت.

## روابط خارجية
- جورن فانكامب على موقع الاتحاد البلجيكي (الإنجليزية)
- جورن فانكامب على موقع قاعدة بيانات كرة القدم.إي يو (الإنجليزية)
- جورن فانكامب على موقع Soccerway.com (الإنجليزية)
- جورن فانكامب على موقع عالم كرة القدم.نت (الإنجليزية)
- جورن فانكامب على موقع AS.com (الإسبانية)